# Ardisia humilis
Ardisia humilis Vahl – gatunek roślin z rodziny pierwiosnkowatych (Primulaceae). Występuje naturalnie w Bangladeszu, zachodnich Himalajach, Chinach (w prowincjach Guangdong i Hajnan), Wietnamie, Tajlandii oraz na Filipinach. Ponadto został introdukowany na Małych Wyspach Sundajskich oraz Samoa. 

## Morfologia
PokrójZimozielony krzew dorastający do 1–2 m wysokości.
LiścieBlaszka liściowa ma eliptyczny lub lancetowaty kształt. Mierzy 9–19 cm długości oraz 2–5 cm szerokości, jest całobrzega, ma tępą lub klinową nasadę i ostry wierzchołek. Ogonek liściowy jest nagi i ma 6–10 mm długości.
KwiatyZebrane w wierzchotkach wyrastających z kątów pędów. Mają działki kielicha o owalnym kształcie i dorastające do 1–2 mm długości. Płatki są owalne i mają białą lub różową barwę.
OwocPestkowce mierzące 6 mm średnicy, o kulistym kształcie i czerwonej barwie.

## Biologia i ekologia
Rośnie na brzegach cieków wodnych oraz w lasach. Występuje na wysokości do 1100 m n.p.m.